# Station Hrubieszów Miasto
Station Hrubieszów Miasto is een spoorwegstation in de Poolse plaats Hrubieszów.